# Sternotherus minor
La tartaruga del muschio capogrosso (Sternotherus minor (Agassiz, 1857)) è una tartaruga endemica degli Stati Uniti.

## Descrizione
Prende il suo nome comune dal capo relativamente grosso rispetto al corpo se confrontato ad altre specie come Sternotherus odoratus.
Il carapace degli adulti può essere lungo da 8 a 13 cm.

## Habitat
Vive nelle paludi e nei fiumi. Si trova in Florida, Georgia, Mississippi, Louisiana, e Tennessee.

## Sottospecie
Sono riconosciute due sottospecie di questa tartaruga:
Sternotherus minor minor (Agassiz, 1857)
Sternotherus minor peltifer H.M. Smith & Glass, 1947